# Genidens genidens
Genidens genidens är en fiskart som först beskrevs av Cuvier 1829.  Genidens genidens ingår i släktet Genidens och familjen Ariidae. IUCN kategoriserar arten globalt som livskraftig. Inga underarter finns listade i Catalogue of Life.